# 心の言葉
「心の言葉」(こころのことば)は、2005年2月23日に発売された石井竜也の19枚目のシングル。

## 解説
アルバム『SKETCH』の先行シングル。
初回盤はコンサートツアー『SKETCH』のダイジェストと石井が真っ白なドアにペイントした作品『夜と朝の間』の制作風景収録DVD、『夜と朝の間』の石井直筆サイン入りギャラリーポスターが当たる『SKETCH』とのW購入者特典の応募ハガキ封入。
初回盤と通常盤ではジャケットが異なる。

## 収録曲

### DISC.1 (CD)　初回盤 通常盤 共通
作詞・作曲:石井竜也
1. 心の言葉
編曲:金子隆博・近田潔人
日本テレビ系『汐留スタイル!』テーマソング。
身近な人への『素直な気持ち』を歌った。
ミュージック・ビデオは絵描きの少年を中心とした物語。
2. アナタノソラ (Single Version)
編曲：金子隆博・石井竜也
母親に向けての歌。
アルバム『SKETCH』には別アレンジで収録。
3. 心の言葉 (Backtracks)

### DISC.2 （初回盤DVD）
1. Live SKETCH

## 収録作品
| 曲名         | 収録アルバム/PV集                | 発売日         | 備考                                                       |
| ------------ | -------------------------------- | -------------- | ---------------------------------------------------------- |
| 心の言葉     | 『SKETCH』                       | 2005年3月24日  | 10thオリジナルアルバム                                     |
| 心の言葉     | 『石 〜Best of Best〜』          | 2005年10月12日 | 1stベスト・アルバム                                        |
| 心の言葉     | 『Tatuya Ishii Symphony Dreams』 | 2007年5月30日  | ライブDVDボックス（MVを特典映像として収録）。              |
| 心の言葉     | 『LOVE』                         | 2012年9月5日   | 18thオリジナル・アルバム 初回限定盤同梱DVDにMVとして収録。 |
| アナタノソラ | 『SKETCH』                       | 2005年3月24日  | 10thオリジナル・アルバム（別ヴァージョン収録）             |